# Lê Sao
Lê Sao (1381–1452) là khai quốc công thần nhà Hậu Lê.

## Tiểu sử
Ông quê ở làng Đoán Lương, huyện Lương Giang (nay là xã Thọ Lập, tỉnh Thanh Hóa). Ông đã tham gia Khởi nghĩa Lam Sơn ngày từ những ngày đầu. Khi phất cờ khởi nghĩa, Lê Lợi đặc biệt quan tâm đến chuẩn bị lương thảo bằng nguồn lương thực của các quan lang miền núi. Ông được Lê Lợi tin tưởng giao cho phụ trách vấn đề này.
Sau khi cuộc khởi nghĩa thắng lợi, Lê Lợi lên ngôi vua. Sau đó, Lê Lợi đã xét phong thưởng cho các bậc công thần đã góp công vào sự thành công của khởi nghĩa. Ông được ban biển ngạch Đình thượng hầu cùng với 13 người khác, đây là biển ngạch cao thứ ba (chỉ sau Huyện thượng hầu và Á thượng hầu).
Sau này, ông được thăng đến chức Thiếu bảo (một chức quan trong triều đình). Ông mất năm 1452, thọ 71 tuổi.

## Vinh danh
Tên ông được đặt cho đường phố tại Thành phố Hồ Chí Minh, Đà Nẵng, Thanh Hóa,...